# 丸の内警察署
丸の内警察署（まるのうちけいさつしょ）は、東京都千代田区有楽町にある警視庁の管轄する筆頭警察署の一つである。第一方面本部所属。署員数は約290名で、署長は警視正。識別章所属表示はMB。車両の対空表示は「丸」。

## 概要
東京都千代田区の大丸有周辺を管轄する警察署である。皇居のほか東京駅や有楽町駅、帝国劇場、大手企業の本社が集積する丸の内・大手町のオフィス街、日比谷（日比谷公園、帝国ホテル東京等）霞が関の官庁街の一部が管轄区域に含まれているため麹町警察署とならび警視庁の筆頭警察署として名高い。なお警視庁本部は麹町警察署の管轄となる。
所在地は千代田区有楽町一丁目9番2号だが、旧庁舎（地上10階地下2階）は狭隘化して耐震性も確保できていなかったことから建て替えとなった。それに伴い、2017年（平成29年）3月21日より住友不動産丸の内ビル（旧東京都庁第三庁舎）を仮庁舎とした。旧庁舎は解体されて建て替えられ、新庁舎（地上16階地下4階）に2024年（令和6年）2月3日に移転することとなった。

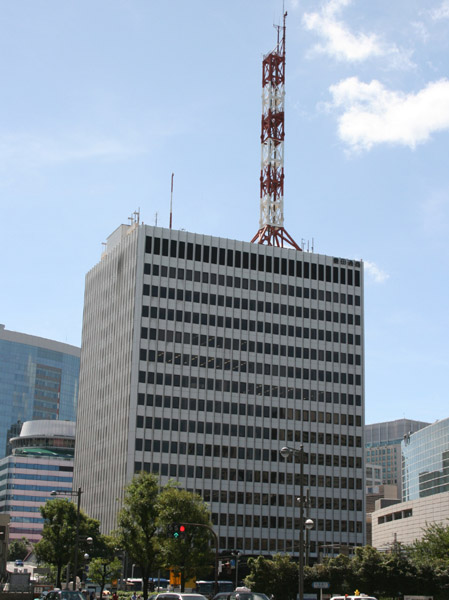
2017年3月からの仮庁舎

## 管轄区域
千代田区の東南部（旧麹町区の東部）を管轄している。
- 千代田区
  - 千代田（皇居の存する区域。それ以外の区域は麹町警察署の管轄）
  - 皇居外苑（全域）
  - 大手町一・二丁目（全域）
  - 丸の内一・二・三丁目（全域）
  - 有楽町一・二丁目（全域）
  - 内幸町一・二丁目（全域）
  - 日比谷公園（全域）
  - 霞が関一丁目（二・三丁目は麹町警察署の管轄）

## 所在地
- 東京都千代田区有楽町一丁目9番2号

## 組織
- 警務課
- 会計課
- 交通課
- 警備課
- 地域課
- 刑事組織犯罪対策課
- 生活安全課

## 交番
- 内幸町交番（千代田区日比谷公園1番3号）
- 日比谷公園前交番（千代田区日比谷公園1番1号）
- 有楽町駅前交番（千代田区有楽町二丁目9番15号先）
- 東京駅前交番（千代田区丸の内一丁目9番1号）
- 八重洲口交番（千代田区丸の内一丁目9番1号）
- 和田倉門外交番（千代田区丸の内一丁目1番4号）

## 警備派出所
丸の内警察署の公式サイトには警備派出所についての記述はない。
- 皇居前警備派出所（千代田区皇居外苑2番1号）
- 桜田門警備派出所（千代田区皇居外苑1番1号）
- 桔梗門警備派出所（千代田区皇居外苑3番1号）

## 警察官自殺事件
- 2007年（平成19年）12月19日、東京駅前交番に勤務する巡査部長が拳銃自殺する事件が発生。